# Cophoscottia cercata
Cophoscottia cercata är en insektsart som först beskrevs av Lucien Chopard 1934.  Cophoscottia cercata ingår i släktet Cophoscottia och familjen syrsor. Inga underarter finns listade i Catalogue of Life.